# Все любят Рэймонда
«Все любят Рэймонда» (англ. Everybody Loves Raymond) — американский комедийный сериал. Так как телесериал не имеет строгой сюжетной линии, он считается классической ситуационной комедией. Сериал выходил на канале CBS с 13 сентября 1996 по 16 мая 2005.
Многие из историй, показанных в комедии, основаны на реальных событиях из жизни актёра Рэя Романо и создателя сериала Фила Розенталя. За описание главных героев ситкома взяты реальные члены семей Романо и Розенталя.
«Все любят Рэймонда» — одна из наиболее коммерчески успешных американских комедий. Ситком многократно номинировался на множество премий и получил различные награды.

## Сюжет
Сюжет вращается вокруг жизни Рэймонда Бэроуна, газетного спортивного обозревателя из Линбрука (остров Лонг-Айленд, штат Нью-Йорк) и его семьи.
Спокойный, почти легкомысленный, Рэй не относится ко многим вещам серьёзно, отпуская шутки в почти каждой ситуации, независимо от того, насколько эта ситуация проблематична.
Рэй живёт с женой Деброй (Патрисия Хитон), дочерью Алли и близнецами Майклом и Джеффри. Хотя дети всегда рядом, они не главные персонажи ситкома. Родители Рэя, Мари и Фрэнк, а также брат Роберт, живут через улицу, и часто навещают семейство Рэя и Дебры. Частые жалобы Дебры на семью Рэя — сквозная шутка сериала. Из трёх нежелательных посетителей Дебру особенно угнетает Мари — такая же гордая, как и она, женщина, которая постоянно критикует и противодействует Дебре и нянчится с Рэем.
Рэй часто оказывается в центре всех семейных проблем. Его старший брат Роберт, неуверенный в себе человек, ревнует родителей к Рэю, считая его любимым сыном. Хотя Роберт и Рэй часто враждуют, братья очень привязаны друг к другу. Роберт часто называет Рэя «уютным местечком» и поддерживает его, в то время как Рэй восхищается Робертом, который является полицейским Нью-Йорка.
Отец Рэя и Роберта, Фрэнк, грубый и самодовольный человек, постоянно делает шутливо-оскорбительные и саркастические замечания всем, с кем он входит в контакт. Хотя Фрэнку не нравится показывать свои чувства, несколько эпизодов были созданы, чтобы показать, насколько он любит свою семью.
У Рэя и Дебры постоянно есть разногласия по поводу семейной жизни. Рэй, предпочитающий смотреть спортивные соревнования, вместо того, чтобы поговорить с Деброй — тому причина.

## Эпизоды
| Сезон | Сезон | Эпизоды | Оригинальная дата показа | Оригинальная дата показа | Рейтинг Нильсена | Рейтинг Нильсена |
| Сезон | Сезон | Эпизоды | Премьера сезона          | Финал сезона             | Ранг             | Рейтинг          |
| ----- | ----- | ------- | ------------------------ | ------------------------ | ---------------- | ---------------- |
|       | 1     | 22      | 13.09.1996               | 07.04.1997               | н/д              | н/д              |
|       | 2     | 25      | 22.09.1997               | 18.05.1998               | 30               | 9.2              |
|       | 3     | 26      | 21.09.1998               | 24.05.1999               | 11               | 10.6             |
|       | 4     | 24      | 20.09.1999               | 22.05.2000               | 12               | 11.4             |
|       | 5     | 25      | 02.10.2000               | 21.05.2001               | 5                | 12.6             |
|       | 6     | 24      | 24.09.2001               | 20.05.2002               | 4                | 12.8             |
|       | 7     | 25      | 23.09.2002               | 19.05.2003               | 7                | 11.9             |
|       | 8     | 23      | 22.09.2003               | 24.05.2004               | 9                | 11.2             |
|       | 9     | 16      | 20.09.2004               | 16.05.2005               | 9                | 11.2             |

## Главные роли
- Рэймонд Альберт Бэрон (Raymond Albert Barone) — Рэй Романо — спортивный обозреватель
- Дебра Луис Бэрон (Уилан) (Debra Louise Barone (née Whelan)) — Патриция Хитон — жена Рэймонда
- Роберт Чарльз Бэрон (Robert Charles Barone) — Брэд Гарретт — брат Рэймонда, полицейский
- Мари Джанелла Бэрон (Marie Janella Barone) — Дорис Робертс — мать Рэймонда и Роберта
- Фрэнсис «Фрэнк» Оскар Бэрон (Francis «Frank» Oscar Barone) — Питер Бойл — отец Рэймонда и Роберта
- Эми Луис Макдугал-Бэрон (Amy Louise MacDougall-Barone) — Моника Хоран — жена Роберта

### Другие исполнители
Роли близнецов Бэроун — Майкла и Джеффри — исполняли Салливан Свитен и Сойер Свитен соответственно, их сестра Мэдилин исполняла роль Алли. 23 апреля 2015 года Сойер застрелился перед дверью семейного дома в Техасе за несколько недель до своего двадцатилетия.